# 西部航空警戒管制団
西部航空警戒管制団（せいぶこうくうけいかいかんせいだん、英称：Western Aircraft Control and Warning Wing）とは、航空自衛隊西部航空方面隊に属している航空警戒管制団である。
司令部は春日基地（福岡県春日市）に所在している。西部防衛区域（中国、四国西部～トカラ列島地域）の領空や周辺空域をレーダーで監視しており、領空侵犯の恐れのある国籍不明機を発見した場合には、近隣の戦闘航空団などに緊急連絡を行うとともに、スクランブル発進（緊急発進）した要撃機の誘導（地上要撃管制）を行っている。また、春日基地の管理業務も担当している。

## 沿革
- 1961年（昭和36年）7月15日 - 「西部航空警戒管制団」が新編
- 1975年（昭和50年）10月1日 - 奄美通信隊新編。
- 1978年（昭和53年）10月 - 奄美通信隊が南西航空警戒管制隊隷下に異動
- 1981年（昭和56年）3月27日 - 第3移動警戒隊を新編
- 1995年（平成07年）3月31日 - 土佐清水分屯基地開設。土佐清水通信隊新編。
- 2021年（令和03年）7月1日 - 第13警戒群、第43警戒群が第13警戒隊[1][2]、第43警戒隊[3]にそれぞれ改編。

## 部隊編成

防空監視所（固定レーダー基地）配置。数字は警戒群・隊

- 西部航空警戒管制団司令部 - （春日基地）
  - 監理部
  - 人事部
  - 防衛部
  - 装備部
- 西部防空管制群 - （春日基地）
  - 防空管制隊
  - 警戒通信隊
- 整備補給群 - （春日基地）
  - 整備隊
  - 補給隊
- 基地業務群 - （春日基地）
  - 施設隊
  - 通信隊
  - 管理隊
  - 業務隊
  - 会計隊
  - 衛生隊
- 第7警戒隊 - （高尾山分屯基地）
- 第9警戒隊 - （下甑島分屯基地）
- 第13警戒隊 - （高畑山分屯基地）
- 第15警戒隊 - （福江島分屯基地）
- 第17警戒隊 - （見島分屯基地）
- 第19警戒隊 - （海栗島分屯基地）
- 第43警戒隊 - （背振山分屯基地）
- 第3移動警戒隊 - （春日基地）
- 土佐清水通信隊 - （土佐清水分屯基地）

## 主要幹部
| 官職名                                 | 階級    | 氏名     | 補職発令日     | 前職                                                   |
| -------------------------------------- | ------- | -------- | -------------- | ------------------------------------------------------ |
| 西部航空警戒管制団司令 兼 春日基地司令 | 空将補  | 小川貴也 | 2025年08月01日 | 防衛装備庁調達事業部総括装備調達官                     |
| 副司令                                 | 1等空佐 | 關政景   | 2023年11月19日 | 統合幕僚監部防衛計画部計画課分析室長                   |
| 西部防空管制群司令                     | 1等空佐 | 古田桂子 | 2023年02月19日 | 航空幕僚監部運用支援・情報部運用支援課 演習・検閲班長  |
| 整備補給群司令                         | 1等空佐 | 𠮷村径浩 | 2025年03月24日 | 航空総隊司令部防衛部通信電子課長 兼 航空総隊司令部勤務 |
| 基地業務群司令                         | 1等空佐 | 柳本誠   | 2024年08月01日 | 北部航空警戒管制団第18警戒隊長 兼 稚内分屯基地司令     |

| 代 | 氏名                 | 在職期間                                                   | 出身校・期                   | 前職                                                       | 後職                                               |
| -- | -------------------- | ---------------------------------------------------------- | ---------------------------- | ---------------------------------------------------------- | -------------------------------------------------- |
| 01 | 多田一男 （1等空佐） | 1961年07月15日 - 1963年03月15日                            | 海機46期                     | 西部航空警戒管制群司令                                     | 航空幕僚監部装備部整備課長                         |
| 02 | 小沢六男 （1等空佐） | 1963年03月16日 - 1964年07月15日                            | 海機43期                     | 飛行教育集団司令部装備部長                                 | 航空自衛隊第1術科学校副校長                        |
| 03 | 笛田房吉             | 1964年07月16日 - 1965年07月15日                            | 陸士46期・ 陸大57期          | 航空幕僚監部防衛部副部長                                   | 航空自衛隊幹部学校副校長 兼 市ケ谷基地司令         |
| 04 | 串岡周甫 （1等空佐） | 1965年07月16日 - 1967年07月16日                            | 陸士49期・ 陸大57期          | 防衛研修所所員                                             | 自衛隊茨城地方連絡部長                             |
| 05 | 佐久間武             | 1967年07月17日 - 1969年02月16日 ※1968年01月01日 空将補昇任 | 海兵66期                     | 航空総隊司令部装備部長 （1等空佐）                         | 航空自衛隊第2術科学校長                            |
| 06 | 崎山周次             | 1969年02月17日 - 1971年02月15日 ※1969年07月01日 空将補昇任 | 海機49期                     | 西部航空警戒管制団副司令 （1等空佐）                       | 防衛研修所所員                                     |
| 07 | 宮嶋正夫             | 1971年02月16日 - 1972年07月16日 ※1972年01月01日 空将補昇任 | 陸士54期・ 中央大学          | 西部航空警戒管制団副司令 （1等空佐）                       | 防衛研修所所員 兼 防衛研修所主任所員               |
| 08 | 美田雄次郎           | 1972年07月17日 - 1974年06月30日 ※1973年01月01日 空将補昇任 | 海兵71期                     | 航空幕僚監部人事教育部人事課長 （1等空佐）                 | 航空自衛隊幹部学校副校長                           |
| 09 | 寺村純郎             | 1974年07月01日 - 1976年03月15日 ※1975年04月02日 空将補昇任 | 海兵71期                     | 航空自衛隊幹部学校教育部長 （1等空佐）                     | 航空幕僚監部付 →1976年7月1日 退職                  |
| 10 | 宝納徳一             | 1976年03月16日 - 1977年10月19日 ※1976年07月01日 空将補昇任 | 海兵72期                     | 航空自衛隊第4術科学校副校長 （1等空佐）                    | 航空幕僚監部付 →1978年4月1日 退職                  |
| 11 | 山本見龍             | 1977年10月20日 - 1979年06月30日                            | 海兵75期                     | 航空幕僚監部監理部総務課長                                 | 航空幕僚監部監理部長                               |
| 12 | 笹原幸弐             | 1979年07月01日 - 1981年03月15日                            | 札幌文科専門 昭和24年卒      | 航空学生教育隊司令                                         | 第1航空教育隊付 →1981年7月1日 退職                 |
| 13 | 木暮丞一             | 1981年03月16日 - 1982年02月15日                            | 横浜専門学校・ 5期幹候（陸） | 航空幕僚監部防衛部副部長                                   | 航空総隊司令部幕僚長                               |
| 14 | 本野順三             | 1982年02月16日 - 1983年07月31日                            | 鹿児島大学・ 7期幹候         | 航空自衛隊術科教育本部教育部長                             | 航空自衛隊第2術科学校長                            |
| 15 | 正信恭行             | 1983年08月01日 - 1985年03月15日                            | 神戸市外国大・ 7期幹候       | 航空幕僚監部防衛部勤務                                     | 北部航空方面隊司令部幕僚長                         |
| 16 | 田中憲明             | 1985年03月16日 - 1987年07月06日                            | 防大1期                      | 航空幕僚監部防衛部勤務                                     | 航空自衛隊第2術科学校長                            |
| 17 | 高本昭彦             | 1987年07月07日 - 1990年03月15日                            | 防大3期                      | 西部航空警戒管制団副司令                                   | 航空自衛隊第5術科学校長 兼 小牧基地司令            |
| 18 | 野中之雄             | 1990年03月16日 - 1992年03月15日 ※1990年07月09日 空将補昇任 | 防大5期                      | 航空幕僚監部総括副監察官 （1等空佐）                       | 航空幕僚監部付 →1992年4月1日 退職                  |
| 19 | 市村眞一             | 1992年03月16日 - 1994年03月22日 ※1992年06月16日 空将補昇任 | 防大9期                      | 第6高射群司令 （1等空佐）                                  | 中部航空方面隊司令部幕僚長                         |
| 20 | 平木善道             | 1994年03月23日 - 1996年06月30日                            | 防大12期                     | 航空幕僚監部防衛部防衛課長                                 | 航空幕僚監部人事教育部長                           |
| 21 | 津曲義光             | 1996年07月01日 - 1997年06月30日                            | 防大13期                     | 西部航空方面隊司令部幕僚長                                 | 航空幕僚監部装備部長                               |
| 22 | 安食充博             | 1997年07月01日 - 1999年03月28日                            | 防大13期                     | 統合幕僚会議事務局第4幕僚室 後方補給計画調整官 兼 総括班長 | 航空自衛隊第3補給処長                              |
| 23 | 小川剛義             | 1999年03月29日 - 2001年06月28日                            | 防大17期                     | 情報本部勤務                                               | 航空幕僚監部監理部長                               |
| 24 | 山川龍夫             | 2001年06月29日 - 2002年07月31日                            | 防大19期                     | 航空幕僚監部装備部装備課長                                 | 航空自衛隊第2補給処長 兼 岐阜基地司令              |
| 25 | 中久保勲             | 2002年08月01日 - 2004年08月29日 ※2002年08月01日 空将補昇任 | 防大16期                     | 航空保安管制群司令 （1等空佐）                             | 航空自衛隊第4術科学校長 兼 熊谷基地司令            |
| 26 | 山﨑剛美             | 2004年08月30日 - 2007年03月27日                            | 防大21期                     | 航空自衛隊第1術科学校長                                    | 航空幕僚監部装備部長                               |
| 27 | 岩成真一             | 2007年03月28日 - 2009年03月23日                            | 防大24期                     | 航空幕僚監部人事教育部 援護業務課長                        | 航空幕僚監部総務部長                               |
| 28 | 吉岡秀之             | 2009年03月24日 - 2010年12月23日                            | 防大22期                     | 航空自衛隊第4補給処長                                      | 技術研究本部 技術開発官（航空機担当） （空将昇任） |
| 29 | 木村和彦             | 2010年12月24日 - 2012年07月25日                            | 防大25期                     | 航空自衛隊第5術科学校長                                    | 航空自衛隊幹部学校副校長                           |
| 30 | 橋本尚典             | 2012年07月26日 - 2014年08月04日                            | 防大27期                     | 航空安全管理隊司令                                         | 航空幕僚監部装備部長                               |
| 31 | 森田雄博             | 2014年08月05日 - 2016年12月19日                            | 防大33期                     | 航空幕僚監部防衛部防衛課長 （1等空佐）                     | 航空自衛隊第3補給処長                              |
| 32 | 小笠原卓人           | 2016年12月20日 - 2019年08月22日                            | 防大34期                     | 統合幕僚学校副校長                                         | 航空幕僚監部人事教育部長                           |
| 33 | 齋藤拓也             | 2019年08月23日 - 2021年09月29日                            | 防大35期                     | 作戦システム運用隊司令 兼 横田基地司令                     | 航空自衛隊第5術科学校長                            |
| 34 | 田崎剛広             | 2021年09月30日 - 2023年08月28日                            | 防大36期                     | 防衛装備庁調達事業部総括装備調達官                         | 航空幕僚監部総務部長                               |
| 35 | 津曲明一             | 2023年08月29日 - 2025年07月31日                            | 防大34期                     | 航空自衛隊第4術科学校長 兼 熊谷基地司令                    | 退職                                               |
| 36 | 小川貴也             | 2025年08月01日 -                                           |                              | 防衛装備庁調達事業部総括装備調達官                         |                                                    |